# Dance bar
Dance bar é um termo usado na Índia para referir-se a bares em que entretenimento adulto na forma de danças por mulheres relativamente cobertas é apresentado a clientes do sexo masculino em troca de dinheiro. Os dance bars costumavam existir apenas em Maharashtra, mas depois se espalharam pelo país, principalmente em áreas urbanas. São um mundo de fantasia e flerte que atende à sensação de ser desejado.
Os dance bars foram proibidos no estado de Maharashtra em agosto de 2005, decisão depois derrubada pelo Tribunal Superior de Bombaim em 12 de abril de 2006, e mantida pelo Supremo Tribunal Federal em julho de 2013. O governo de Maharashtra baniu novamente os dance bars em 2014 por meio de uma ordenança, mas esta também foi considerada “inconstitucional” pelo Supremo Tribunal Federal em outubro de 2015, permitindo a reabertura dos dance bars em Mumbai.

## História
Os primeiros dance bars surgiram em Khalapur no distrito de Raigad de Maharashtra, no início da década de 1980. O primeiro dance bar no distrito de Pune foi o hotel Kapila International.

## Ambientação do bar

### Vestuário
A dança em bares na Índia difere marcadamente da dança erótica e das danças de boate no ocidente e em certas partes do oriente. Em certa medida, assemelha-se mais à dança do ventre apresentada como entretenimento. As bailarinas, conhecidas como bar girls, permanecem significativamente vestidas durante toda a performance, mostrando no máximo parte do abdome, parte das costas e os braços. Assim, o aspecto erótico da dança de bar é principalmente sugerido. Em Maharashtra, as bailarinas frequentemente usam trajes étnicos indianos (sari ou lehenga-choli), enquanto em outros locais, como Bangalore, podem incluir trajes ocidentais. As danças de bar são frequentemente comparadas a mujras, em que mulheres dançavam ao vivo ao som de música clássica indiana, tradicionalmente executada por tawaif (courtesans) durante a Mughal era.

### Protocolo das dançarinas
A dança, em si, não é perniciosa, mas é a dança naquele lugar específico, onde a bebida é servida e os clientes estão sentados se embebedando. Então, toda a atmosfera se torna propícia para os homens provocarem as garotas ou as contratarem para prostituição.

—Deputy Police Commissioner of Mumbai in 2006.
As bar girls dançam ao som de músicas de Bollywood e de roteiros de Indipop em uma pista de dança iluminada e colorida, no centro do bar. Os clientes sentam-se em cadeiras contra as paredes. A dança é minimalista e não apresenta movimentos pélvicos ou elevação de busto típicos das coreografias de Bollywood, nem giros sugestivos de dança do ventre. Na maior parte do tempo, as bailarinas balançam-se discretamente ao ritmo, conservando energia até que escolham um cliente ou sejam convidadas por ele. Então dançam à sua frente, fazendo contato visual, apontando, gesticulando ou, em geral, fazendo com que o cliente se sinta “especial”. Não há contato corporal entre ambos, e as bailarinas permanecem restritas à pista. Garçons vigiam aproximações excessivas para supervisionar transações e evitar acordos de sexo por dinheiro. Às vezes, clientes jogam notas sobre as bailarinas, resultando em danças mais animadas.

### Renda
O cliente demonstra apreço pela dançarina entregando notas de baixo valor (10 ou 20 rúpias) ou por meio do “scratching”, em que segura um maço de notas sobre ela e as desliza até a dançarina. Em certos casos, chega-se a enfeitá-la com um colar de notas. Muitas bailarinas chegam a ganhar centenas de rúpias por noite graças a clientes generosos, abastados e possivelmente inebriados. Ao final do dia, cada dançarina contabiliza seus ganhos, divididos numa proporção pré-estabelecida entre o bar e as bailarinas. Os dance bars também lucram com a venda de álcool e snacks. A maioria das mulheres ganhava até ₹10 000 (US$ 624,76) por mês, atraindo mulheres de toda a Índia e até do Nepal e Bangladesh, que viam nos dance bars uma opção mais segura do que trabalhar no distrito da luz vermelha de Mumbai.
A renda dependia da popularidade e do status da dançarina. O Hindustan Times informou que as menos populares recebiam 60% do valor jogado sobre elas, enquanto as populares recebiam um salário mensal de ₹100 000–300 000, ficando o proprietário do bar com todo o dinheiro jogado.

### Aspectos sociais e econômicos
Os dance bars fechavam à meia-noite, mas em 2000 o governo alterou o horário para até 1h30. Após o estupro de uma menor em Marine Drive, Mumbai, em 2005, embora cometido por um policial, o horário voltou a ser reduzido para 0h30. Após o encerramento, o proprietário oferecia segurança e transporte seguro para a dançarina retornar, muitas sendo casadas e com filhos. Os clientes abrangiam todas as camadas sociais, de estudantes universitários a trabalhadores assalariados, e até escolares que subornavam para entrar.
Policiais e mafiosos também extraíam “haftas” regulares dos dance bars. Os dance bars funcionavam como ponto de encontro de criminosos, facilitando a coleta de informações pela polícia.
Leis e ações judiciais visaram fechar os dance bars por interesses políticos, apelo a setores moralistas e rompimento de esquemas de suborno entre donos de bares e autoridades envolvidos na economia sexual desses locais.

## Ocorrências notáveis
- O fraudador Abdul Karim Telgi gastou quase ₹9 300 000 (US$ 581 023,54) em uma única noite num dance bar em Grant Road, Mumbai, em novembro de 2002.[13]
- Hitesh, filho do rei do jogo Matka Suresh Bhagat, teria gasto ₹200 000 (US$ 12 495,13) por noite durante dois anos em dance bars.[13]
- Em 26 de agosto de 2013, o deputado do Samajwadi Party por Sitapur, Uttar Pradesh, Mahendra Singh, e outras cinco pessoas foram presas pela polícia de Goa em uma batida num dance bar em Panaji.[19] Singh afirmou não se envergonhar do ocorrido, dizendo que em Uttar Pradesh e Bihar mulheres dançam em toda ocasião, desde o mundan até casamentos.[20]
- Uma dançarina morreu durante uma batida no Ellora Bar and Restaurant em Borivli, Mumbai, por volta das 22h IST em 31 de agosto de 2013. A polícia registrou boletim de ocorrência por morte acidental, mas o proprietário Pravin Agrawal alegou que policiais haviam agredido uma funcionária, gerando pânico e provocando o ataque cardíaco que levou à morte.[21]

## Bares de dança em outras partes da Índia
Em 4 de junho de 2006, a Brigada de Crimes da Polícia de Deli desmantelou o El Dorado dance bar no Hotel Rajdoot, na Mathura Road, prendendo 13 bailarinas e um dos proprietários, sob acusações que iam de obscenidade a tráfico sexual. As jovens, de 20 a 30 anos, vinham de famílias de classe média baixa e haviam trabalhado em dance bars de Mumbai antes do banimento.

## Na cultura popular
Os dance bars inspiraram filmes como Chandni Bar, e são presença frequente em item songs de Bollywood.
- Em Chandni Bar, de 2001, a atriz Tabu interpretou uma dançarina de bar.[25]
- Em Happy New Year, de 2014, Deepika Padukone vive uma dançarina de Maharashtra chamada Mohini durante o período de proibição.[26]

## Controvérsias
Os dance bars foram proibidos em Maharashtra em agosto de 2005 pela promulgação do Maharashtra Police (Amendment) Act, 2005. Embora muitos tenham continuado clandestinamente até 2011 em Mumbai e arredores, Mumbai chegou a ter 700 dance bars em abril de 2005, embora oficialmente houvesse 307; o restante operava ilegalmente, totalizando cerca de 650 em todo o estado. Esses estabelecimentos serviam de fachada para prostituição. Após o banimento, não houve programas de reabilitação para as bailarinas, e muitas migraram para Dubai, outros países do Oriente Médio e cidades indianas como Deli, Chennai e Hyderabad.
A proibição foi inicialmente derrubada pelo Tribunal Superior de Bombaim em 12 de abril de 2006 e confirmada pelo Supremo Tribunal Federal em julho de 2013. O The Hindu relatou que, em setembro de 2013, cerca de 20 000 mulheres trabalhavam em bares de Maharashtra, na maior parte como garçonetes ou cantoras em bares com orquestra.
O governo de Maharashtra baniu novamente os dance bars em 2014 por meio de uma ordenança, mas o Supremo Tribunal Federal julgou a medida inconstitucional em outubro de 2015, permitindo a reabertura dos dance bars em Mumbai.
Em 25 de fevereiro de 2004, após a batida, o governo de Maharashtra emitiu notificação proibindo a entrada de menores de 21 anos em dance bars, discotecas e pubs, sob pena de multa e possível cancelamento de licença, em vigor a partir de 1º de abril de 2004.